# ابن عرس مخطط الظهر
ابن عرس مخطط الظهر (الاسم العلمي: Mustela strigidorsa) (بالإنجليزية: Back-striped Weasel)‏ هو نوع من الحيوانات يتبع جنس ابن عرس من فصيلة العرسيات.